# Ruth Meisner
Ruth Meisner (* 30. März 1902 in Heinrichsfelde, Oberschlesien; † 1973 in Hannover) war eine deutsche Bildhauerin, Keramikerin und Malerin.

## Leben
Ruth Meisner besuchte die Staatliche Keramische Fachschule in Bunzlau, bekannt für die Bunzlauer Keramik, und studierte anschließend an der Badischen Landeskunstschule in Karlsruhe. Von 1932 bis zu ihrem Tod wohnte und arbeitete sie in Hannover nieder.
Meisners bauplastische und freie Arbeiten wurden 1936 als „schlichtgläubig“ und „von weiblich fein empfundener Gestaltungskraft“ bezeichnet. Mit ihrer realistische Darstellungsweise kam Meisner der Kunstauffassung der nationalsozialistische Machthaber entgegen und hat ihr zum Erfolg verholfen. Zwischen 1939 und 1943 nahm sie vier Mal mit Tierplastiken an den NS-Propagandaschauen Große deutsche Kunstausstellung in München teil und „…gehörte damit zu den angesehenen Künstlern der NS-Zeit.“

## Kunstwerke

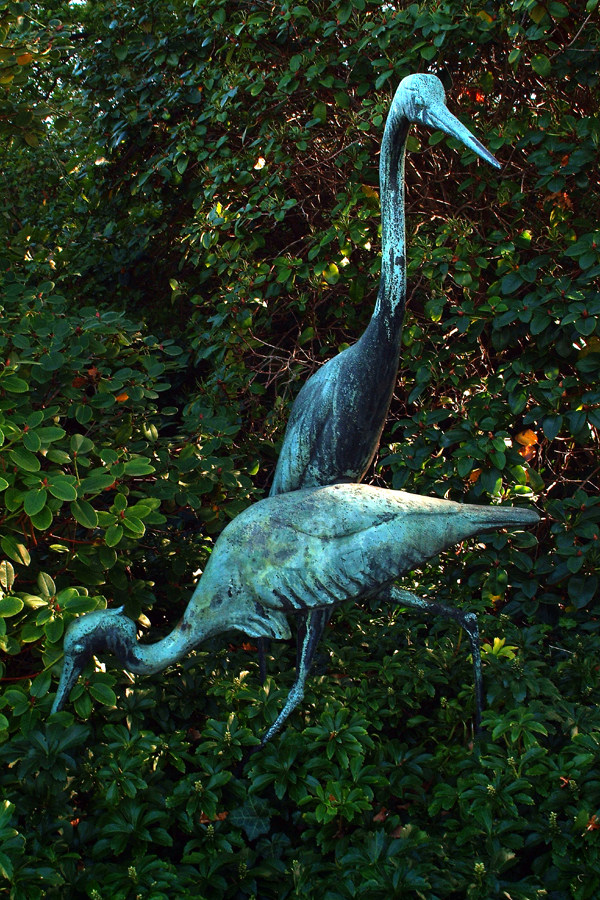
Die Fischreiher-Gruppe, heute im Stadtpark von Hannover

Neben ihrer Keramik schuf Ruth Meisner Rötel- und Kreidezeichnungen aber auch Bauplastiken sowie Kunst im öffentlichen Raum, darunter die bei der nach dem Bau des Maschsees dort am Südwestufer im November 1935 eingeweihten Maschseequelle nahe dem Strandbad die denkmalgeschützte Plastik Fischreiher.

## Ausstellungen
Aus der Zeit des Nationalsozialismus finden sich Werke Ruth Meisners in folgenden Gemeinschaftsausstellungs-Katalogen:
- Hans Schweizer: Kunstausstellung. Hilfswerk für deutsche bildende Kunst des NS-Volkswohlfahrt … zus. SONDERSCHAU … Erzgebirgische Landschaft, veranstaltet von der Künsthütte zu Chemnitz im König-Albert-Museum Chemnitz vom 29. Mai bis 20. Juni 1937[8][9]
- Die deutsche Malerin und Bildhauerin, Kunsthalle Düsseldorf, März und April 1941[8][9]
- Große Deutsche Kunstausstellung 1942 im Haus der Deutschen Kunst zu München[8][9]
- Große Deutsche Kunstausstellung 1943 im Haus der Deutschen Kunst zu München[8][9]
- 111. Große Frühjahrsausstellung, Kunstverein Hannover, Künstlerhaus (Hannover), 1943[8][9]